# Rashida Jones
Rashida Leah Jones (n. 25 februarie 1976) este o actriță, autoare de cărți de benzi desenate, producătoare de film, cântăreață și scenaristă americană, nominalizată la un premiu Emmy.
Jones este mai ales cunoscută pentru rolul lui Ann Perkins din serialul Parks and Recreation difuzat de NBC și al lui Karen Filippelli din serialul The Office. A jucat printre altele în Celeste și Jesse pentru totdeauna (2012), scriind și scenariul filmului, Rețeaua de socializare, The Muppets și A Very Murray Christmas. Ea joacă rolul principal în serialul de comedie Angie Tribeca difuzat de TBS.

## Viața timpurie, familie
Jones s-a născut în Los Angeles, California, ca fiică a actriței Peggy Lipton și a producătorului muzical și muzicianului Quincy Jones. Rashida este sora mai mică a actriței și modelului Kidada Jones. Jones, tatăl, are origini afro-americane (din triburile Tikari din Camerun), având, de asemenea, strămoși englezi și galezi.
Mama sa este evreică așkenază (un descendent de imigranți din Rusia și Letonia). Jones și sora ei au studiat la o școală evreiască, deși ea s-a transferat la altă școală la vârsta de 10 ani și nu a avut un Bar Mițva.

## Legături externe
- Rashida Jones la Internet Movie Database
- Rashida Jones pe Twitter
- Rashida Jones la TCM Movie Database
- Rashida Jones la Allmovie
- Rashida Jones discografia la Discogs